# Tyrannus verticalis
El tirano occidental (en México, Costa Rica y Panamá) (Tyrannus verticalis), también denominado tirano pálido (en México), tirano colinegro (en Nicaragua), pitirre del oeste (en Cuba) o chilero occidental (en Honduras), es una especie de ave paseriforme de la familia Tyrannidae perteneciente al género Tyrannus. Es un ave migratoria que anida en la mitad occidental de América del Norte y se desplaza hacia el sur de México y América Central en los inviernos boreales. 

## Distribución y hábitat
Esta especie cría desde el suroeste de Canadá (sureste de Columbia Británica, sur de Alberta, Saskatchewan, y Manitoba), por todo el oeste de Estados Unidos (al este hasta el oeste de Minnesota, oeste de Iowa, oeste de Missouri, y este de Oklahoma y Texas, al sur hasta el norte de México (noroeste de Chihuahua, sur de Sonora, y norte de Baja California), al oeste hasta las costas de California. En los inviernos boreales migran hacia el sur de Florida, y a las costas del Pacífico del suroeste de México (desde Jalisco hasta Chiapas), de Guatemala , El Salvador, Honduras, Nicaragua, hasta Costa Rica. Se registra su pasaje migratorio por las Bahamas y es un vagante ocasional en Panamá, Belice, Cuba y San Pedro y Miquelón.
Esta especie es común y conspicua en una amplia variedad de hábitats abiertos, tales como pastizales, matorrales desérticos, campos cultivados y de pastoreo, áreas urbanas y sabanas, generalmente en bajas altitudes o en valles de regiones montañosas, generalmente por debajo de los 2120 m.

## Descripción
El tirano occidental mide de 20 a 23 cm de longitud. Los adultos tienen las partes superiores de color verde grisáceo, con la cabeza grís y una lista ocular algo más oscura. Tienen un pequeño penacho rojizo que solo despliegan durante el cortejo o cuando se enfrentan a otras especies. Su vientre y parte inferior del pecho es de color amarillo mientras que la parte superior de su pecho es blanquecina o gris. Su cola es larga y negra a excepción de las plumas exteriores que son blancas.

## Comportamiento
Suelen permanecer al acecho posados sobre perchas en lugares despejados y lanzarse para atrapar insectos al vuelo, a veces se ciernen volando en su busca para caer sobre ellos en el suelo. Además se alimentan de bayas.
Es una especie agresiva que defiende su territorio de otras aves, incluso de especies mayores que ellos como algunas rapaces.
Construyen nidos resistentes en forma de cuenco en los árboles o arbustos, y algunas veces en lo alto de los postes y otras construcciones humanas.

## Sistemática

### Descripción original
La especie T. verticalis fue descrita por primera vez por el naturalista estadounidense Thomas Say en 1823 bajo el mismo nombre científico; su localidad tipo es: «cerca de La Junta, Colorado, Estados Unidos».

### Etimología
El nombre genérico masculino «Tyrannus» proviene del nombre específico Lanius tyrannus, cuyo epíteto en latín significa ‘tirano’, ‘déspota’, ‘dictador’; y el nombre de la especie «verticalis», en latín significa ‘coronado’, ‘de la cabeza’.

### Taxonomía
Es monotípica.